# Rampur agár

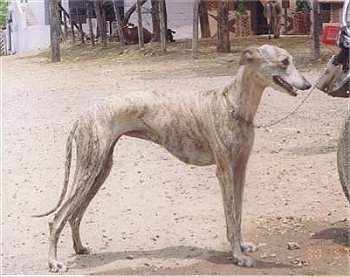
Rampur agár

A Rampur agár az Nemzetközi Kinológiai Szövetség által még el nem ismert agárféle. India klasszikus vadászagara, ezt is sebességre, jó látásra és erőre szelektálták.
1914-ben egy vadászati szaklapban indiai agár (Vlap. 5: 62). Magyar Rampur agár neve a fajta ang. Rampur greyhound (W.) nevének tükörfordítása. Földrajzi neves terminus, az ősi indiai fajtát Rampur északindiai állam területén, Rampur uralkodója, Ahmed Ali Khan Bahadur tenyésztette ki. Hasonneve az ang. Rampur dog, valamint a Rampur hound (uo.), azaz Rampur kutya / vadászkutya, ezt használják a németben, svédben és a törökben is. Az indiai földrajzi névvel alkották fi. rampurinvinttikoira, fr. lévrier Rampur, norv. Rampurhund (W.) megfelelőjét is. Társneve – az északindiai állam fekvésének megfelelően – az angolban North-Indian greyhound, a norvégben a nordindisk mynde (W.).